# Madden NFL 2000
Madden NFL 2000 è un videogioco sportivo sviluppato e pubblicato dall'Electronic Arts nel 1999 per le principali piattaforme di gioco. È il secondo videogioco della Madden NFL. Sulla copertina come testimonial sono presenti John Madden nella versione Nordamericana e Dorsey Levens in quella europea. È stato il primo videogioco della serie Madden NFL messo in commercio per il Game Boy Color, Microsoft Windows  e Mac.
I Green Bay Packers sono la squadra col migliore punteggio, mentre la peggiore squadra nel gioco sono i Cleveland Browns con un punteggio di 68.